# Плавання на відкритій воді на Чемпіонаті світу з водних видів спорту 2015 — 25 км (чоловіки)
Змагання з плавання на відкритій воді на дистанції
25 кілометрів серед чоловіків на Чемпіонаті світу з водних видів спорту 2015 відбулись 1 серпня.

## Результати
Заплив стартував о 08:00.
| Місце | Плавець               | Країна             | Час       |
| ----- | --------------------- | ------------------ | --------- |
| 1     | Сімоне Руффіні        | Італія             | 4:53:10.7 |
| 2     | Алекс Меєр            | США                | 4:53:15.1 |
| 3     | Маттео Фурлан         | Італія             | 4:54:38.0 |
| 4     | Аксель Реймон         | Франція            | 4:55:55.8 |
| 5     | Ервін Мальдонадо      | Венесуела          | 4:56:00.4 |
| 6     | Сем Шепперд           | Австралія          | 4:56:22.9 |
| 7     | Сантьяго Ендеріка     | Еквадор            | 4:56:59.4 |
| 8     | Євген Дратцев         | Росія              | 4:57:11.9 |
| 9     | Александер Студзінскі | Німеччина          | 4:59:11.9 |
| 10    | Девід Герон           | США                | 5:00:11.5 |
| 11    | Андреас Вашбургер     | Німеччина          | 5:00:19.2 |
| 12    | Ювал Сафра            | Ізраїль            | 5:02:52.9 |
| 13    | Віталій Худяков       | Казахстан          | 5:03:16.3 |
| 14    | Євгеній Поп Ачев      | Північна Македонія | 5:04:43.4 |
| 15    | Матей Козубек         | Чехія              | 5:05:22.3 |
| 16    | Аллан до Кармо        | Бразилія           | 5:06:27.9 |
| 17    | Джеррод Пурт          | Австралія          | 5:07:44.5 |
| 18    | Діого Вільяріньйо     | Бразилія           | 5:11:04.2 |
| 19    | Віт Інгедулд          | Чехія              | 5:13:11.0 |
| 20    | Даніель Секельї       | Угорщина           | 5:15:03.4 |
| 21    | Роман Карякін         | Росія              | 5:15:53.8 |
| 22    | Є Цяньпен             | Китай              | 5:19:01.5 |
| 23    | Ніко Мануссакіс       | ПАР                | 5:20:47.2 |
| 24    | Салех Мохаммад        | Сирія              | 5:31:21.1 |
|       | Марк-Антуан Олів'є    | Франція            | DNF       |
|       | Хатем Абдельхалек     | Туніс              | DNF       |
|       | Шахар Ресман          | Ізраїль            | DNF       |
|       | Марсель Шутен         | Нідерланди         | DNF       |
|       | Крістофер Браян       | Ірландія           | DNF       |
|       | Гільєрмо Бертола      | Аргентина          | DNF       |
|       | Чжан Цзибінь          | Китай              | DNF       |
|       | Габріель Вільягойс    | Аргентина          | DNF       |